# Nicolas Braunshausen
Nicolas Braunshausen, né le 16 octobre 1874 à Garnich (Luxembourg) et mort le 11 décembre 1956 à Luxembourg-Ville (Luxembourg), est un professeur de psychologie expérimentale et homme politique luxembourgeois, membre du Parti radical-libéral (RLP).

## Biographie
Nicolas Braunshausen enseigne la psychologie expérimentale à l'Athénée de Luxembourg (1907-1934) et à l'université de Liège (1929-1944).
Il est échevin de la capitale luxembourgeoise de 1924 à 1934. Il est nommé ministre de l’Intérieur le 24 décembre 1936, dans le gouvernement dirigé par Joseph Bech, et occupe cette fonction durant moins d'un an, jusqu'au 5 novembre 1937.

## Publications
- (de) Die experimentelle Gedächtnisforschung, Luxembourg, 1914.
- (de) Einführung in die experimentelle Psychologie, 1918.
- La question linguistique dans le Grand-Duché de Luxembourg, 1935.
- L'étude expérimentale du caractère, méthode et résultats., Liège, 1937.
- Le bilinguisme et les méthodes d’enseignement des langues étrangères, Liège.

## Décorations
- Grand officier de l'ordre de la Couronne de chêne (promotion 1954, Luxembourg)
- Grand officier de l'ordre de Mérite du grand-duché de Luxembourg[4] (promotion 1937, Luxembourg)